# Campeonato Sul e Centro-Americano de Handebol Feminino de 2022
O Campeonato Sul e Centro-Americano de Handebol Feminino de 2022 foi a terceira edição do campeonato e sendo realizado entre os dias de 15 a 19 de novembro de 2022 em Buenos Aires, Argentina sob a organização da Confederação Sul e Centro Americana de Handebol. É a primeira vez na história que o campeonato é organizado pela Confederação Argentina de Handebol. Também atua como torneio de qualificação para o Campeonato Mundial de Handebol Feminino de 2023, com as duas primeiras equipes se classificando.
O Brasil conquistou seu terceiro título em três edições com uma vitória sobre a Argentina.

## Formato
O formato contou com 5 seleções jogando em formato de todos contra todos em formato de turno único. Os dois primeiros colocados garante vaga no próximo Mundial Feminino. O primeiro colocado terminará como campeão.

## Qualificação

### Histórico dos Classificados
| País      | Participações anteriores |
| --------- | ------------------------ |
| Argentina | 2 (2018, 2021)           |
| Brasil    | 2 (2018, 2021)           |
| Chile     | 2 (2018, 2021)           |
| Paraguai  | 2 (2018, 2021)           |
| Uruguai   | 2 (2018, 2021)           |

1 Negrito indica o campeão do referido ano
2 Itálico indica país sede do referido campeonato

## Classificação
|  | Qualificadas para o Mundial |

Critérios de desempate: 1) pontos; 2) confronto direto; 3) diferença de gols no confronto direto; 4) número de gols feitos no confronto direto; 5) diferença de gols.
| Pos | Equipe    | Pts | J | V | E | D | GP  | GC  | SG  |
| --- | --------- | --- | - | - | - | - | --- | --- | --- |
| 1   | Brasil    | 8   | 4 | 4 | 0 | 0 | 139 | 72  | +67 |
| 2   | Argentina | 6   | 4 | 3 | 0 | 1 | 99  | 78  | +21 |
| 3   | Chile     | 4   | 4 | 2 | 0 | 2 | 83  | 105 | −22 |
| 4   | Uruguai   | 2   | 4 | 1 | 0 | 3 | 87  | 111 | −24 |
| 5   | Paraguai  | 0   | 4 | 0 | 0 | 4 | 85  | 127 | −42 |

## Resultados
Todos as partidas estão no fuso oficial de Buenos Aires.
| 15 de Novembro 17:30 | Paraguai              | 22–26     | Chile    | Estadio Mary Terán de Weiss, Buenos Aires Público: 100 Árbitros: Lemes, Sosa |
| 15 de Novembro 17:30 | Fernández, Portillo 5 | (8–13)    | Lovera 8 | Estadio Mary Terán de Weiss, Buenos Aires Público: 100 Árbitros: Lemes, Sosa |
| 15 de Novembro 17:30 | 3× 2×                 | Relatório | 4×       | Estadio Mary Terán de Weiss, Buenos Aires Público: 100 Árbitros: Lemes, Sosa |

| 15 de Novembro 20:00 | Brasil                | 32–18     | Uruguai            | Estadio Mary Terán de Weiss, Buenos Aires Público: 150 Árbitros: Paolantoni, García |
| 15 de Novembro 20:00 | De Castro, De Paula 7 | (19–7)    | Eastman, Schinca 3 | Estadio Mary Terán de Weiss, Buenos Aires Público: 150 Árbitros: Paolantoni, García |
| 15 de Novembro 20:00 | 3× 2×                 | Relatório | 6× 1× 2×           | Estadio Mary Terán de Weiss, Buenos Aires Público: 150 Árbitros: Paolantoni, García |

| 16 de Novembro 17:30 | Chile  | 15–34     | Brasil    | Estadio Mary Terán de Weiss, Buenos Aires Público: 600 Árbitros: Burgos, Lenzue |
| 16 de Novembro 17:30 | Paul 3 | (6–15)    | Ventura 6 | Estadio Mary Terán de Weiss, Buenos Aires Público: 600 Árbitros: Burgos, Lenzue |
| 16 de Novembro 17:30 | 2×     | Relatório | 2×        | Estadio Mary Terán de Weiss, Buenos Aires Público: 600 Árbitros: Burgos, Lenzue |

| 16 de Novembro 20:00 | Argentina | 29–17     | Uruguai  | Estadio Mary Terán de Weiss, Buenos Aires Público: 3,000 Árbitros: Corrêa, Corrêa |
| 16 de Novembro 20:00 | Karsten 7 | (16–7)    | Bianco 7 | Estadio Mary Terán de Weiss, Buenos Aires Público: 3,000 Árbitros: Corrêa, Corrêa |
| 16 de Novembro 20:00 | 2× 1×     | Relatório | 3× 1×    | Estadio Mary Terán de Weiss, Buenos Aires Público: 3,000 Árbitros: Corrêa, Corrêa |

| 17 de Novembro 17:30 | Uruguai  | 23–24     | Chile     | Estadio Mary Terán de Weiss, Buenos Aires Público: 300 Árbitros: García, Paolantoni |
| 17 de Novembro 17:30 | Bianco 8 | (12–11)   | Lovera 11 | Estadio Mary Terán de Weiss, Buenos Aires Público: 300 Árbitros: García, Paolantoni |
| 17 de Novembro 17:30 | 4× 2×    | Relatório | 8× 1×     | Estadio Mary Terán de Weiss, Buenos Aires Público: 300 Árbitros: García, Paolantoni |

| 17 de Novembro 20:00 | Paraguai  | 17–25     | Argentina | Estadio Mary Terán de Weiss, Buenos Aires Público: 1,300 Árbitros: Burgos, Lenzue |
| 17 de Novembro 20:00 | Fleitas 4 | (8–12)    | Karsten 6 | Estadio Mary Terán de Weiss, Buenos Aires Público: 1,300 Árbitros: Burgos, Lenzue |
| 17 de Novembro 20:00 | 6× 3× 1×  | Relatório | 3× 1×     | Estadio Mary Terán de Weiss, Buenos Aires Público: 1,300 Árbitros: Burgos, Lenzue |

| 18 de Novembro 17:30 | Brasil      | 47–20     | Paraguai  | Estadio Mary Terán de Weiss, Buenos Aires Público: 300 Árbitros: Lemes, Sosa |
| 18 de Novembro 17:30 | De Castro 9 | (23–5)    | Mendoza 5 | Estadio Mary Terán de Weiss, Buenos Aires Público: 300 Árbitros: Lemes, Sosa |
| 18 de Novembro 17:30 | 2×          | Relatório | 2×        | Estadio Mary Terán de Weiss, Buenos Aires Público: 300 Árbitros: Lemes, Sosa |

| 18 de Novembro 20:00 | Argentina  | 26–18     | Chile            | Estadio Mary Terán de Weiss, Buenos Aires Público: 1,700 Árbitros: Corrêa, Corrêa |
| 18 de Novembro 20:00 | Casasola 5 | (13–6)    | três jogadoras 3 | Estadio Mary Terán de Weiss, Buenos Aires Público: 1,700 Árbitros: Corrêa, Corrêa |
| 18 de Novembro 20:00 | 1×         | Relatório | 2×               | Estadio Mary Terán de Weiss, Buenos Aires Público: 1,700 Árbitros: Corrêa, Corrêa |

| 19 de Novembro 17:30 | Paraguai  | 26–29     | Uruguai  | Estadio Mary Terán de Weiss, Buenos Aires Público: 500 Árbitros: Paolantoni, García |
| 19 de Novembro 17:30 | Fleitas 7 | (16–13)   | Bianco 7 | Estadio Mary Terán de Weiss, Buenos Aires Público: 500 Árbitros: Paolantoni, García |
| 19 de Novembro 17:30 | 4× 1×     | Relatório | 2×       | Estadio Mary Terán de Weiss, Buenos Aires Público: 500 Árbitros: Paolantoni, García |

| 19 de Novembro 20:00 | Brasil      | 26–19     | Argentina | Estadio Mary Terán de Weiss, Buenos Aires Público: 3,500 Árbitros: Lemes, Sosa |
| 19 de Novembro 20:00 | De Paula 10 | (14–11)   | Karsten 6 | Estadio Mary Terán de Weiss, Buenos Aires Público: 3,500 Árbitros: Lemes, Sosa |
| 19 de Novembro 20:00 | 3× 1×       | Relatório | 1×        | Estadio Mary Terán de Weiss, Buenos Aires Público: 3,500 Árbitros: Lemes, Sosa |

## Classificação Final
| Rank | Seleção   |
| ---- | --------- |
| 1    | Brasil    |
| 2    | Argentina |
| 3    | Chile     |
| 4    | Uruguai   |
| 5    | Paraguai  |

|  | Classificada para o Campeonato Mundial de Handebol Feminino de 2023 |